# Mahuka
Mahuka – stalowa jednoszynowa kolejka górska typu multi launched coaster firmy Intamin, otwarta 15 czerwca 2024 roku w parku Walibi Rhône-Alpes we Francji.

## Historia
W maju 2021 park ogłosił budowę nowej strefy tematycznej Exotic Island: inwestycję wartą 15 milionów euro, planowaną na lata 2022–2025.
17 listopada 2021 roku, na targach branżowych IAAPA Expo w Orlando w stanie Floryda w USA, park ogłosił wspólnie z producentem atrakcji, firmą Intamin, budowę nowej kolejki górskiej na sezon 2024. Jeszcze tego samego roku rozpoczęło się wyburzanie znajdującego się w planowanym miejscu budowy parku wodnego Aqualibi.
W marcu 2023 roku powstały pierwsze fundamenty nowej kolejki, natomiast w czerwcu na plac budowy przybyły pierwsze fragmenty toru. 
7 września 2023 roku park ogłosił oficjalnie nazwę nowego rollercoastera, Mahuka.
Budowa została ukończona w październiku 2023 roku, a w kwietniu 2024 roku przeprowadzono testy.
15 czerwca 2024 roku roller coaster został oficjalnie oddany do użytku gości parku, przy czym nieoficjalnie pierwsi pasażerowie mogli skorzystać z atrakcji już 8 czerwca.

## Opis przejazdu
Pociąg opuszcza stację, skręca o 90° w lewo po czym zostaje przyspieszony przy pomocy kół ciernych do 67 km/h i pokonuje pierwszą inwersję w postaci wzniesienia o wysokości 18 m (top hat), które przejeżdża po jego wewnętrznej stronie, jednocześnie zmieniając kierunek jazdy o 180° w lewo. Następnie pokonuje niskie wzniesienie z silnymi przeciążeniami ujemnymi (bunny hop), slalom w prawo, skręca w lewo na wzniesienie, z którego zjeżdża w dwóch etapach (double down), po czym pokonuje drugą inwersję: prawoskrętny korkociąg. Pociąg opuszcza następnie inwersję, skręcając o 120° w lewo i zostaje natychmiast przyspieszony po raz drugi przy pomocy kół ciernych, co pozwala mu pokonać drugie wzniesienie o wysokości 18 m umieszczone na szczycie pierwszej inwersji. Następnie pokonuje paraboliczne wzniesienie proste oraz drugie z jednoczesnym pochyleniem w lewo (Stengel dive), wykonuje szybki slalom nisko ponad gruntem, skręca o 180° poprzez niskie wzniesienie z wypukłością toru zwróconą do jego wnętrza (wave turn), co daje kolejny moment z ujemnymi przeciążeniami. Po pokonaniu ostatniej inwersji, heartline roll (rodzaj beczki), pociąg zostaje wyhamowany i wraca na stację.

## Tematyzacja
Kolejka znajduje się w strefie Exotic Island, stylizowanej na polinezyjską wyspę na południowym Pacyfiku. Otoczenie stacji nawiązuje do wykopalisk archeologicznych. Tor i podpory czarne.
W języku hawajskim mahuka oznacza "uciekać".

## Miejsce w rankingach
| European Star Award – Top 10 stalowych kolejek górskich w Europie |
| ----------------------------------------------------------------- |
| 2024                                                              |
| 5                                                                 |